# گچ تپه
گچ تپه مربوط به سده‌های میانه دوران‌های تاریخی پس از اسلام است و در شهرستان مشگین‌شهر، بخش ارشق، دهستان ارشق مرکزی، روستای رحیم بیگلوی علیا واقع شده و این اثر در تاریخ ۲۸ اسفند ۱۳۸۵ با شمارهٔ ثبت ۱۹۰۱۷ به‌عنوان یکی از آثار ملی ایران به ثبت رسیده است.